# ラックガム＝ソアイムットの戦い
ラックガム＝ソアイムットの戦い（ベトナム語：Trận Rạch Gầm - Xoài Mút / 陣瀝涔-𣒱𡃙, タイ語: การรบที่ซากเกิ่ม-สว่ายมุต）は、1785年にベトナム南部で行われた西山（タイソン）軍とシャム軍との戦いである。

## 前史
18世紀のベトナムでは、後黎朝の皇帝が名目上のものとなり、北部は鄭氏が北河国（中国呼称：交趾国、日本呼称：東京国）を称し、南部は阮氏が広南国を称していた。景興32年（1771年）に西山（現在のビンディン省タイソン県）で西山阮氏の三兄弟が蜂起すると、まず広南阮氏から滅亡への道を辿っていくことになった。

## 概要
景興38年（1777年）、西山軍の攻勢によって嘉定（ザーディン、現在のホーチミン市）から追い落とされた広南阮氏の阮福映は、景興43年（1782年）にシャム国王ラーマ1世に助けを求めて承諾を得た。景興45年（1784年）半ば、編成されたシャム軍が嘉定に入った。2万の水軍が瀝架（ラックザー）に上陸し、3万の歩兵軍がカンボジアを通過して芹苴（カントー）に進軍した。年末に嘉定西部を占拠した際、シャム軍は放火や略奪などを行い、住民は憤激したといわれている。
泰徳7年12月（1785年）1月、兄の泰徳帝から反撃の命を受けた西山朝の阮恵は、大本営を美湫（ミトー）に置き、前江（メコン川）の主要水路である瀝涔から𣒱𡃙（ソアイムット、現在のティエンザン省チャウタイン県）までを決戦の地として選んだ。
瀝涔から𣒱𡃙の間は、全長およそ6km。川幅は1～2kmだった。両岸はココヤシの木々で覆われていて、川の中央には泰山島がある、伏兵を置くのには格好の地形だった。また多くの洲ができていて、潮流の干満の差によって水位が上下する場所でもあった。
シャム軍は前江の約30kmにわたって防衛線を敷いた。阮恵が率いる陸軍と砲撃部隊は左岸に位置し、毎日潮が満ちてくると軍船は上流に移動してシャム軍に対し妨害行動を行った。シャム軍の戦法を全く知らなかった阮恵は総力戦を避け、囮を使って本隊を誘き寄せる戦法を考えた。阮福映とシャム軍との間を離間させるべく、シャム軍の総司令官であるクロムルアン・テファリラックの元へ大きな金塊などの豪華な品物を贈り、シャム軍との単独講和を提案した。謀略と疑ったテファリラックは、その提案を逆手にとって奇襲攻撃をかけることを阮福映と密かに決めた。
阮恵はわざとのんびりとした行動を取って、テファリラックを油断させた。引き潮の流れを利用して進撃してきたシャム軍に対し、西山軍は慌てたふりを見せて退いたが、追撃してきたシャム軍を待っていたのは、瀝涔・𣒱𡃙・泰山島からの一斉砲撃だった。泰徳7年12月9日（1785年1月19日）の明け方に満潮に変わると、潮の流れに乗った西山軍は突撃を開始した。シャム軍の軍船は上流で待ち構えていた砲兵にも打ち負かされ、撃沈または炎上し、生き残った二千の兵は陸路から本国へ逃げ帰った。
かろうじて生き延びた阮福映はシャムに逃亡し、そこで再興の機会をうかがうことになった。西山朝内部の混乱に乗じて、毎年東南の風が吹く季節になると、水軍を出兵させたといわれている。

## 関連項目

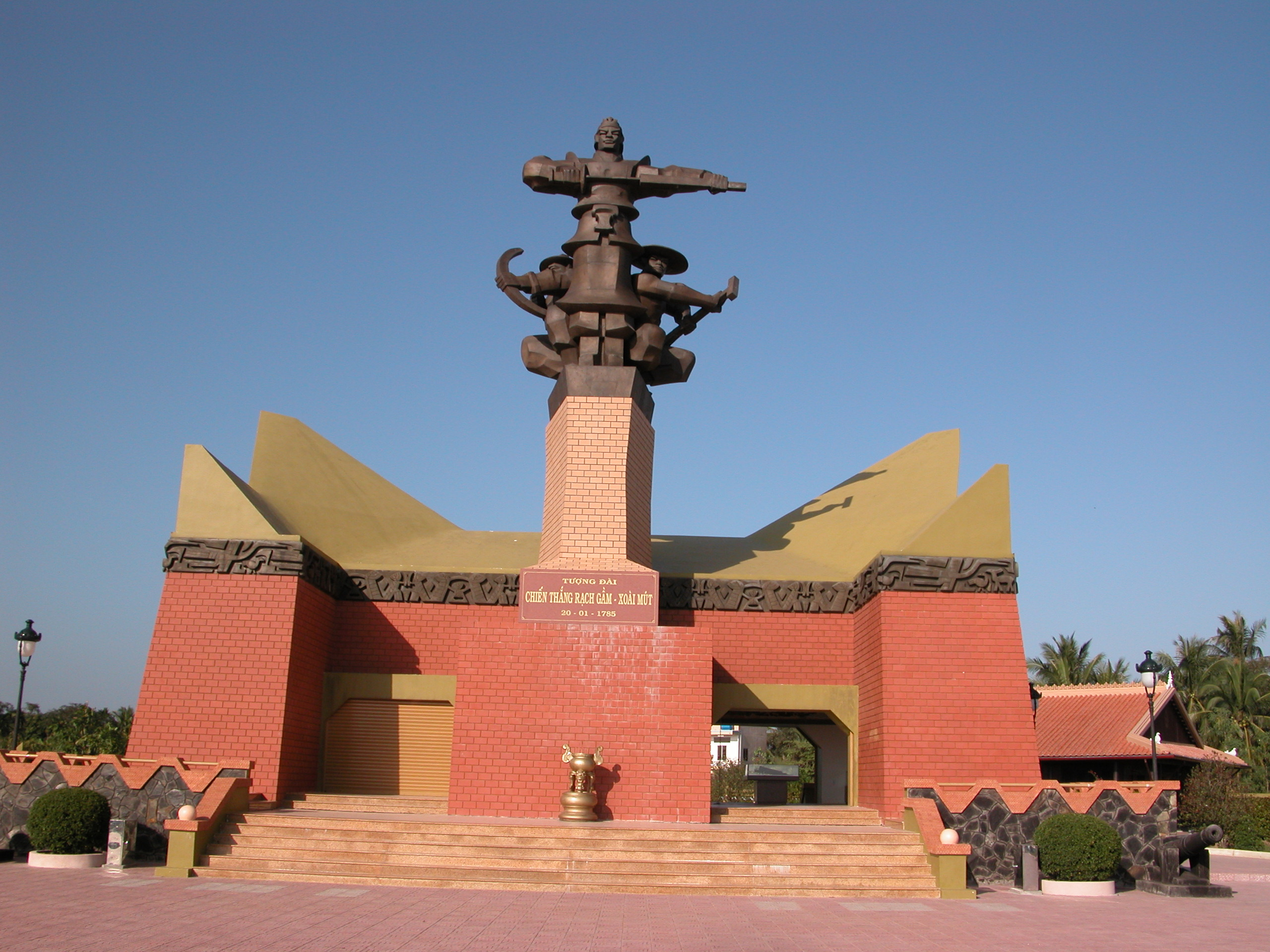
ラックガム＝ソアイムットの戦いの記念碑（ミトー）